# Giovanni Batista De Toni
Giovanni Batista De Toni (Venecia, 1864 - Módena, 1924 ) fue un químico, médico, micólogo, pteridólogo, algólogo y botánico italiano.
Licenciado en Medicina y en Química en la Universidad de Padua, fue un ilustre micologo y, como tal, colaboró en la Sylloge fungorum omnium husque cognitorum de Pier Andrea Saccardo. Más tarde se especializó en algología y en 1889 encargado de la publicación de un Sylloge algarum hucusque cognitarum que duró hasta 1905 donde fija el estado del arte de su tiempo. También realizó trabajos en otros ámbitos de la investigación botánica, interesándose en anatomía vegetal y en patología vegetal. Después de haber sido profesor de Botánica en la Universidad de Camerino y en la de Sassari, en 1903 será profesor de Botánica en la de Módena y director del asociado Jardín botánico.
En 1890 De Toni fundó La nuova notarisia: rassegna trimestrale consacrata allo studio delle alghe, una revista que dirigió hasta 1923; además de la parte sistemática, la revista tenía una dirección ecológica, con frecuentes artículos sobre, por ejemplo, la distribución de algas marinas o algas y sus relaciones con el ambiente y el hombre.
De Toni fue también un estrecho historiador de la botánica, la recopilando documentos importantes, en particular relativos a la labor de Ulisse Aldrovandi y los intereses naturalistas de Leonardo da Vinci. Dedicó a la historia de la botánica 130 de más de 300 publicaciones durante su labor.

## Obra

### Botánica
- francesco Ardissone, giovanni battista De Toni, david Levi. Schemata generum floridearum illustratio accomodata ad usum phycologiae mediterraneae, Venezia, Tip. Fontana, 1881
- giovanni De Toni. Materiali per la fenologia degli organi di riproduzione delle Florideae mediterranee, Venezia, C. Ferrari, 1882
- -----, david Levi. De Algis nonnullis, praecipue Diatomaceis, inter Nymphaeaceas Horti Botanici Patavini, auctoribus G. B. de Toni et D. Levi, Messina, G. Carpa, 1886
- -----, -----. Enumeratio conjugatarum in Italia hucusque cognitarum, Venezia, Tip. Fontana, 1886
- -----, -----. Intorno ad una Palmellacea nuova per la flora veneta, Venezia, Fontana, 1886
- -----. Alghe delle Ardenne contenute nelle Cryptogamae Arduennae della signora M. A. Libert rinvenute da G. B. de Toni, Messina, G. Carpa, 1887
- -----, -----. Frammenti algologici, Venezia, Tip. lit. M. Fontana, 1887
- -----. Intorno ad alcuni alberi e frutici ragguardevoli, esistenti nei giardini di Padova, Padova, Tip. Gio. Batt. Randi, 1887
- -----, p. Voglino. Notes on nomenclature, by J. B. de Toni, P. Voglino, Venezia, Tip. Fontana, 1887
- -----. Intorno ad alcune diatomee rinvenute nel tubo intestinale di una Trygon violacea pescata nell'Adriatico, nota del dott. Gio. Batt. de Toni, Venezia, Antonelli, 1888
- -----. Intorno all'identità del Phyllactidium tropicum Moebius con la Hansgirgia flabelligera de Toni, Roma, Tip. della r. accademia dei lincei, 1888
- -----, pilinia Kuetz. Ed Acroblaste Reinsch, Venezia, Stab. tip. lit. M. Fontana, 1888
- -----. Sylloge algarum hucusque cognitarum, Patavii, Sumpibus auctoris (Tip. Seminarii), 1889-1895
- -----, boodlea Murray. Nuovo genere di alghe a fronda reticolata, Génova, Tip. di A. Ciminago, 1889
- -----. Osservazioni sulla tassonomia delle bacillariee (diatomee) : seguite da un prospetto dei generi delle medesime, Venezia, Tip. lit. succ. M. Fontana, 1890
- -----, francesco Saccardo. Revisione di alcuni generi di cloroficee epifite, Padova, Tip. del seminario, 1890
- -----. Sulla Navicula Aponina Kuetz e sui due generi Brachysira Kuetz e Libellus Cleve: nota, Venezia, Tip. Antonelli, 1890
- -----. Systematische Uebersicht der bisher bekannten Gattung der echten Fucoideen, von J. B. de Toni, Venezia, Tip. Fontana, 1891
- -----. Bacillarieae / digessit J. Bapt. De-Toni, 3 voll., Patavii, Typis Seminarii, 1891-1894.
- -----. Le malattie crittogamiche della pianta del tabacco, Padova, Stab. tip. della ditta L. Penada, 1892
- -----. Miscellanea phycologica., Padova, Tip. del Seminario, 1892
- -----. Le mizoficee (cianoficee), Venezia, Stab. di G. Antonelli, 1892
- -----, paolo Mach. Sopra l'influenza esercitata dalla nicotina e dalla solanina sulla germogliazione dei semi di tabacco: nota, Venezia, Tip. Ferrari, 1893
- -----. Cryptorhaphideae, digessit J. Bapt. De-Toni, Patavii, typis Seminarii, 1894
- -----. Sull'esistenza e successiva scomparsa del Cistus laurifolius nella flora euganea, Padova, Randi, 1894
- -----. Alghe marine del Giappone ed isole ad esso appartenenti: con illustrazioni di alcune specie nuove, Venezia, Tip. Carlo Ferrari, 1895
- -----. Phyceae Japonicae novae addita enumeratione algarum in ditione maritima Japoniae hucusque collectarum: alghe marine del Giappone ed isole ad esso appartenenti con illustrazione di alcune specie nuove, Venezia, Tip. Carlo Ferrari, 1895
- -----. Florideae, digessit J. Bapt. De-Toni, Patavii, Typis Seminarii, 1897-1924
- -----. Le bacillarie (Diatomee), Venezia, Tip. Carlo Ferrari, 1898
- -----. Flora algologica della Venezia. Parte 5. (Le bacillariee Diatomee), Venezia, Tip. Carlo Ferrari, 1898
- -----. Opiniones nonnullae de sylloge algarum omnium hucusque cognitarum, Patavii, Ex officina Seminarii, 1898
- -----. I recenti studi di talassografia norvegese, Venezia, Tip. Carlo Ferrari, 1899
- -----, achille Forti. Alghe, Padova, Tipografia del Seminario, 1903
- -----, h. Christ. La Pteris longifolia L. presso il lago Lario : nota, Venezia, Ferrari, 1903
- -----, achille Forti. Intorno al Byssus purpurea del Lightfoot, Venezia, Officine grafiche di C. Ferrari, 1904
- -----. Intorno al ceramium pallens zanard. ed alla variabilita degli sporanghi nelle ceramiceae, Modena, Soliani, 1907
- -----. Observations sur l'anthocyane d'Ajuga et de Strobilanthes, París, Secretariat de l'association, 1907
- -----. Per la nomenclatura delle alghe, Padova, Tipografia del Seminario, 1908
- -----. Analisi miscroscopica di alcuni saggi di fitoplancton raccolti dalla R. M. Liguria, Venezia, prem. offic. grafiche di C. Ferrari, 1910.
- -----, h. Christ. Contribution a la flore algologique de la Tripolitaine et de la Cyrenaique, Paris, Masson et Cie, 1912
- -----. Annotazioni di floristica marina, 4 voll., Venezia, Tip. C. Ferrari, 1913-1917
- -----. Osservazioni sulla costituzione dei cistoliti del ficus elastica roxb, Venezia, Tip. C. Ferrari, 1915
- -----, h. Christ. Analisi microscopica di alcuni saggi di fitoplancton raccolti dalla R. N. Liguria, Venezia, Prem. off. graf. di C: Ferrari, 1916
- -----. Catalogo delle alghe raccolte nella regione di Bengasi dal r.p. D. Vito Zanon, Venezia, prem. offic. grafiche di C. Ferrari, 1916
- -----. Osservazioni botaniche e sperimentali intorno alla Digitalis Canata Ehrh, Venezia, prem. offic. Carlo Ferrari, 1919
- -----, n. Forti, n. Howe. Laurencia chilensis, sp. nov., Padova, Tip. del seminario, 1921
- -----. Alghe di Australia, Tasmania e Nuova Zelanda, Venezia, Ferrari, 1923
- -----. Bibliographia algologica universalis seu repertorium totius litteraturae phycologicae hucusque editae quam digessit, Fori Livii, Typis Valbonesianis, sumptibus auctoris, 1931

### Historia
- giovanni battista de Toni, david Levi. L' Algarium Zanardini, Venezia, Tip.-Lit. M. Fontana, 1888
- -----. Spigolature per la flora di Massaua e di Suakim, Padova, Stab. Prosperini, 1888
- -----, david Levi Marenos. Giuseppe Meneghini. Cenni biografici, Venezia, M. Fontana, 1889
- -----. Delectus seminum in r. Horto botanico universitatis parmensis anno 1892 collectorum, Parma, Tip. G. Ferrari e Figli, 1893
- -----. Giovanni Passerini, Parma, tip. del Seminario, 1893
- -----. Intorno all'epoca di fondazione dell'Orto Botanico parmense : notizie, Venezia, Tip. Ferrari, 1894
- -----. Alcuni elementi inediti riguardanti l'antico Orto Botanico di Padova ed il suo fondatore Francesco Bonafede, Padova, Tip. del Seminario, 1896
- -----. Intorno alla vita ed alle opere di Vettore Trevisan naturalista padovano, commemorazione di Gio. Batta de Toni, Milano, Tip. Bernardoni di C. Rebeschini e C., 1897
- -----. Due affreschi di scuola del Mantegna, Padova, Tip. del Seminario, 1898
- -----. I manoscritti di Leonardo da Vinci della reale biblioteca di Windsor, Firenze, Tip. Galileiana, 1898
- -----. I manoscritti di Leonardo da Vinci della reale biblioteca di Windsor dell'anatomia , fogli A, pubblicati da Teodoro Sabachnikoff, Paris, Tip. galileiana, 1898
- -----. Il ritratto leonardesco di Amerigo Vespucci : lettera a Guido Carocci, Padova, Tip. del Seminario, 1898
- -----. Frammenti Vinciani : con documenti inediti, Padova, Tip. del Seminario, 1900
- -----. L' orto botanico dell'universita di Camerino nel 1900 : cenni illustrativi, Camerino, Tip. Savini, 1900
- -----. G.G. Agardh e la sua opera scientifica, Padova, Tipografia del Seminario, 1901
- -----. Della vita e delle opere di Antonio Piccone, Roma, Tip. E. Voghera, 1902
- -----. La biologia in Leonardo da Vinci : discorso letto nell'adunanza solenne del R. Istituto veneto il 24 maggio 1903, Venezia, Officine grafiche C. Ferrari, 1903
- -----. Cinque Lettere di Luca Ghini ad Ulisse Aldrovandi, tratte dagli autografi e pubblicate da G. B. De Toni, Padova, Tip. Seminario, 1905
- -----, edmondo Solmi. Intorno all'andata di Leonardo da Vinci in Francia : nota, Venezia, C. Ferrari, 1905
- -----. Per il terzo centenario della morte di Ulisse Aldrovandi (4 maggio 1605-4 maggio 1905) : cinque lettere di Luca Ghini ad Ulisse Aldrovandi tratte dagli autografi e pubblicate da G. B. De Toni, Padova, tipografia seminario, 1905.
- -----. Di una interessante scoperta del modenese Giambattista Amici e de' suoi progressi : discorso inaugurale letto nella R. Universita di Modena il 4 novembre 1905, Modena, Società tipografica modenese, 1906.
- -----. Il R. orto botanico di Modena dal 1772 al 1906 : notizie raccolte dal direttore prof. G. B. De Toni, Génova, Tip. Ciminago, stampa, 1906.
- -----. Leonardo da Vinci e Luca Pacioli : comunicazione, Venezia, Ferrari, 1906.
- -----. Sull'origine degli erbarii : nuovi appunti dai manoscritti aldrovandiani, Modena, coi tipi di G. T. Vincenzi e nipoti, 1906.
- -----. Frammento epistolare di Giacinto Cestoni sull'animalità del corallo, Pavia, Successori fratelli Fusi, 1907.
- -----. Gino Cugini, Modena, Società tipografica modenese, 1907.
- -----. I placiti di Luca Ghini (primo lettore dei semplici in Bologna) intorno a piante descritte nei Commentarii al Dioscoride di P. A. Mattioli, Venezia, Officine grafiche di Carlo Ferrari, 1907
- -----, a. Forti. Intorno alle relazioni di Francesco Calzolari con Luca Ghini, Firenze, Stabilimento Pellas, 1907
- -----. Matteo Lanzi, Génova, Tip. Ciminago, 1907
- -----. Nuovi dati intorno alle relazioni tra Ulisse Aldrovandi e Gherardo Cibo, Modena, Soliani, 1907
- -----. Spigolature Aldovrandiane, Verona, Tip. A. Cinquetti, 1907
- -----. Contributo alla conoscenza delle relazioni del patrizio veneziano Pietro Antonio Michiel con Ulisse Aldrovandi, Modena, Soc. tipogr. modenese, 1908
- -----. Illustrazione dell'erbario di Ulisse Aldrovandi, Venezia, Ferrari, 1908
- -----. Le lettere del medico Francesco Petrollini ad Ulisse Aldrovandi e Filippo Teodosio, Padova, Tip. Seminario, 1908
- -----. Notizie intorno ad una polemica tra botanici nel 1817 (con documenti inediti), Verona, Tipografia A. Gurisatti, 1908
- -----. Storia della scienza : Di una esperienza di Giacinto Cestoni : frammenti inediti, Venezia, Ferrari, 1908
- -----. Due lettere inedite di Ernesto Mauri, Roma, Voghera, 1909
- -----. Henri van Heurck, London, W. Clowes and Sons, (?), 1909
- -----. Il centenario di Carlo Darwin, Bologna, Zanichelli, 1909
- -----. Una lettera inedita botanico padovano Giuseppe Meneghini, Padova, Prem. Società Coop. Tipografica, 1909
- -----. Appunti dal tomo terzo dell'erbario Rauwolff conservato in Leida, Modena, coi tipi di G. T. Vincenzi, 1910
- -----. Francesco Ardissone (8 settembre 1837-4 aprile 1910), Padova, Tipografia del Seminario, 1910
- -----. La riforma del Senato, Padova, Tip. del seminario, 1910
- -----. Una mostra di carte fitogeografiche a Bruxelles, Pavia, Premiata tip. successori Fratelli Fusi, 1910
- -----. Il carteggio degli italiani col botanico Carlo Clusio nella Biblioteca Leidense, Modena, Società Tipografica Modenese, Antica Tipografia Soliani, 1911
- -----. Illustrazione del quarto volume dell'ebario di Ulisse Aldrovandi, Venezia, Premiate officine grafiche C. Ferrari, 1911
- -----. Nuovi documenti intorno a Luigi Anguillara, primo prefetto dell'Orto Botanico di Padova, Venezia, C. Ferrari, 1911
- -----. Nuovi documenti intorno Luigi Anguillara, primo prefetto dell'orto botanico di Padova, Venezia, Officine grafiche C. Ferrari, 1911
- -----. Edoardo Bornet (1828-1911), Padova, Tip. del Seminario, 1912
- -----. Intorno un erbario figurato del secolo 16., Modena, coi tipi di G. T. Vincenzi e nipoti, 1912
- -----. L' erbario di Tommaso Andrea Morelli medico del secolo XVIII : contribuzione alla storia della botanica, Venezia, prem. offic. grafiche di C. Ferrari, 1912
- -----. Nuovi documenti sulla vita e sul carteggio di Bartolomeo Maranta medico e semplicista del secolo XVI, Venezia, Premiate officine grafiche di Carlo Ferrari, 1912
- -----. Dalle Osservazioni microscopiche di Bonaventura Corti : appunti, Venezia, Officine grafiche C. Ferrari, 1913
- -----. La flora marina dell'Isola d'Elba e i contributi di Vittoria Altoviti-Avila Toscanelli, Padova, Tip. Seminario, 1916
- -----. Notizie bio-bibliografiche intorno Evangelista Quattroni semplicista degli Estensi, Venezia, C. Ferrari, 1918
- -----. Appunti su Giacinto Cestoni, Siena, Stab. tip. S. Bernardino, 1919
- -----. Fabio Colonna e l'eterocarpia : notizia storica di biologia, Roma, Tip. del Senato di G. Bardi, 1919
- -----. Una ricetta medica nel Codice Atlántico di Leonardo da Vinci, Roma, Stabilimento Poligrafico per l'Amm. della Guerra, 1919
- -----. Lettere di Giovanni Vincenzo Pinelli bibliofilo del secolo XVI : spigolature aldrovandiane, Roma, Attilio Nardecchia, 1920
- -----. Mario Cermenati per Leonardo : ricordi ed appunti, Roma, Industria tipografica romana, 1920
- -----. Antonio Piccone, Roma, A. Nardecchia, 1921
- -----. Bartolomeo Maranta, Roma, A. Nardecchia, 1921
- -----. Giovanni Battista Amici, Roma, A. Nardecchia, 1921
- -----. Giovanni Zanardini, [S. l., s. n., ?], 1921
- -----. Luca Ghini, Roma, Attilio Nardecchia, 1921
- -----. Notizie intorno a Giovanni Battista Venturi ricavate da lettere conservate nella Biblioteca Estense di Modena : frammenti vinciani 9., Roma, Nardecchia, 1921
- -----. Le piante e gli animali in Leonardo da Vinci, Bologna, Zanichelli, stampa, 1922
- -----. Nella ricorrenza del II centenario della morte di Antonio Van Leeuwenhoek frammenti cestoniani inediti, Roma, Casa editrice Leonardo Da Vinci, 1923
- -----. Alberto Grunow (1826-1914), Modena, 1924
- -----. Fra Paolo Sarpi nelle scienze esatte e naturali, Citta di Castello, Tip. Leonardo da Vinci, 1924
- -----. Giambattista Venturi e la sua opera vinciana : scritti inediti e l'Essai, Roma, P. Maglione e C. Strini, 1924
- -----. Appunti dal carteggio inedito di Domenico Cirillo, Siena, Stab. tip. S. Bernardino, 1925
- -----. L' opera lichenologica di Abramo Massalongo, con 9 tavole colorate e inedite aggiornate da Alexander Zahlbruckner, Verona, La Tipografica veronese), 1933

- La abreviatura «De Toni» se emplea para indicar a Giovanni Batista De Toni como autoridad en la descripción y clasificación científica de los vegetales.[1]